# Aretha Franklin: Amazing Grace
Aretha Franklin: Amazing Grace (englischer Originaltitel Amazing Grace) ist ein US-amerikanischer Musik- und Dokumentarfilm aus dem Jahr 2018 über ein Kirchenkonzert von Aretha Franklin im Jahr 1972, der aus dem Originalfilmmaterial von Warner Bros. entstand. Der Film wurde erstmals im November 2018 nach dem Tod der Sängerin beim Dokumentarfilmfestival Doc NYC in New York City aufgeführt.

## Hintergrund
Im Januar 1972 gab Aretha Franklin gemeinsam mit dem Southern California Community Choir und Reverend James Cleveland ein Gospel-Konzert in der New Temple Missionary Baptist Church im Stadtteil Watts von Los Angeles, das auf zwei Abende verteilt war. Bei dem Konzert wurde ihr Live-Album Amazing Grace aufgenommen, das bis heute das weltweit meistverkaufte Gospel-Album ist. Aretha Franklin sang Lieder wie How I Got Over, Precious Memories und eine elfminütige Interpretation des Kirchenlieds Amazing Grace. Die Gospel-Musik war für die Sängerin lebenslang eine wichtige Inspiration.

## Geschichte
Die beiden Konzertabende wurden von dem Regisseur Sydney Pollack für Warner Bros. gefilmt. Nach den Dreharbeiten stellte sich jedoch heraus, dass Bild und Ton nicht parallel liefen und das Material dadurch unbrauchbar war. Sydney Pollack gab die Rechte an dem Film im Jahr 2007 an Alan Elliott weiter. Erst durch digitale Techniken konnte das Problem der abweichenden Spuren behoben werden. Aretha Franklin wollte jedoch mit dem Film nichts mehr zu tun haben und verhinderte Aufführungen in den Jahren 2011 und 2015 per Gerichtsbeschluss. Erst nach ihrem Tod stimmte ihre Familie einer Aufführung zu. Am 12. November 2018 wurde der Dokumentarfilm auf dem Dokumentarfilmfestival Doc NYC in New York City erstmals aufgeführt. Im Wettbewerb der Internationalen Filmfestspiele Berlin 2019 lief er außer Konkurrenz.

## Kritik
Susanne Lenz meint in der Berliner Zeitung: „Das ist kein Konzert, das ist ein Gottesdienst.“ Dabei begründe nicht nur die unglaubliche Stimme allein die Anziehungskraft von Aretha Franklin: „Es ist ihre Fähigkeit, ihren Vortrag von innen zu durchdringen, mit dem Körper, mit ihrem ganzen Wesen und so durchlässig zu sein, dass diese Inbrunst sich überträgt. Ihre Augen hält sie meist geschlossen, doch auch ohne Blickkontakt entsteht ein inneres Band zu dem Chor, zum Publikum in den Kirchenbänken …“